# 拉迪斯勞·科斯澤克·科薩塔瑞
拉迪斯勞·科斯澤克-科薩塔瑞（1915年5月4日—2013年8月10日），經常被簡稱為拉斯洛·喬塔里（László Csatáry），生於匈牙利馬尼。在二次大戰時，擔任匈牙利警官。他被指控協助納粹德國，迫害集中營中的猶太人，在匈牙利與捷克犯下戰爭罪行。他本人否認指控，聲稱他只是作為匈牙利和德國軍官之間的中介連絡者，並不是執行者。

## 生平
1944年3月，納粹德國入侵匈牙利，建立策科希策集中營。喬塔里成為匈牙利警官，主管現在位於斯洛伐克境內的柯西契(Kosice)猶太人區，納粹德國在此建立策科希策集中營。西蒙魏森索中心指控，在此期間，他曾監督遣送1萬5千多名猶太人進入集中營。
二次大戰結束後，1948年，捷克法庭在缺席審判下，判決喬塔里有罪，死刑。喬塔里並未出庭，1949年逃往加拿大，成為藝術品推銷商。
1977年，加拿大政府發現他申請公民資格的資料是偽造的，將他加拿大公民身份註銷。喬塔里回到匈牙利，之後下落不明。
2011年起，西蒙魏森索中心開始提供懸賞與匯整資料，追查喬塔里的下落。
2012年7月，英國《太陽報》記者在布達佩斯追蹤到喬塔里的下落。他隨後被警方逮捕，匈牙利檢方對他做出起訴。
2013年8月10日，因肺炎及多種併發症而病逝。

## 外部連結
- Hungary charges Laszlo Csatary, over Nazi war crimes （页面存档备份，存于）
- 高齡匈牙利納粹罪犯在等待審判時死亡 （页面存档备份，存于）